# Ryan Hardwick
Ryan Walter Hardwick (Knoxville, 3 oktober 1980) is een Amerikaans autocoureur. In 2023 werd hij kampioen in de LMGT3-klasse van de European Le Mans Series.

## Carrière
Hardwick begon zijn autosportcarrière in 2017 in de Noord-Amerikaanse Lamborghini Super Trofeo, waar hij met twee zeges tweede in de LB Cup-klasse werd. Ook reed hij dat jaar een race in het Italiaans GT-kampioenschap. In 2018 werd hij kampioen in zowel de GTC-klasse van de Pirelli World Challenge als de Am-klasse van de Lamborghini Super Trofeo World Final.
In 2019 stapte Hardwick over naar het IMSA SportsCar Championship, waar hij voor Paul Miller Racing in de helft van de races in de GTD-klasse reed. Hij behaalde hier een podiumplaats op de Mid-Ohio Sports Car Course. In 2020 reed hij een volledig seizoen in de klasse bij het team Wright Motorsports. Hij won de seizoensfinale, de 12 uur van Sebring, en stond ook op Road Atlanta, Mid-Ohio en de Charlotte Motor Speedway op het podium. Met 284 punten werd hij, samen met zijn teamgenoot Patrick Long, tweede in de eindstand.
In 2021 kwam Hardwick uit in de Michelin Pilot Challenge, waar hij voor Wright Motorsports in de Grand Sport-klasse reed. Hij won, samen met zijn teamgenoot Jan Heylen, de laatste twee races op de Virginia International Raceway en Road Atlanta. Terwijl Heylen tot kampioen werd gekroond, moest Hardwick twee races missen, waardoor hij met 2010 punten tiende in het eindklassement werd. In 2022 keerde hij terug in het IMSA SportsCar Championship met Wright als teamgenoot van Heylen. In de GTD-klasse zegevierde hij in de 24 uur van Daytona en op Laguna Seca. Met 2875 punten werd hij, achter Roman De Angelis, tweede in de eindstand.
In 2023 stapte Hardwick over naar de European Le Mans Series, waarin hij voor het team Proton Competition als teamgenoot van Alessio Picariello en Zacharie Robichon in de LMGTE-klasse reed. Hij behaalde twee zeges op het Circuit de Barcelona-Catalunya en het Autódromo Internacional do Algarve. Daarnaast stond hij nog driemaal op het podium. Met 105 punten werd hij gekroond tot kampioen in de klasse. Daarnaast reed hij dat jaar in vier races van het FIA World Endurance Championship (WEC) voor Proton in de LMGTE-klasse. Een vierde plaats in de 6 uur van Spa-Francorchamps was zijn beste resultaat voordat de inschrijving uit het kampioenschap vertrok.
In 2024 reed Hardwick een volledig seizoen in het WEC bij Proton als teamgenoot van Robichon en Ben Barker. Een zesde plaats in de Lone Star Le Mans was zijn beste race-uitslag en hij eindigde met 18 punten op plaats 23 in het klassement. In de winter van 2024 op 2025 reed hij in de GT-klasse van de Asian Le Mans Series bij Manthey EMA als teamgenoot van Richard Lietz en Riccardo Pera. Na twee podiumfinishes op het Sepang International Circuit en het Dubai Autodrome, behaalde hij een zege op het Yas Marina Circuit. Met 76 punten werd hij tweede in het klassement. Vervolgens keerde hij terug naar het WEC bij Manthey 1st Phorm als teamgenoot van Lietz en Pera. In de tweede race, de 6 uur van Imola, won hij zijn eerste race in het kampioenschap.